# Llista d'asteroides/138301-138400
Plantilla:Wikify
| Nom      | Designació provisional | Data de descobriment | Lloc de descobriment | Descobridor/s |
| -------- | ---------------------- | -------------------- | -------------------- | ------------- |
| 138301 - | 2000 GO49              | 5 d'abril de 2000    | Socorro              | LINEAR        |
| 138302 - | 2000 GH53              | 5 d'abril de 2000    | Socorro              | LINEAR        |
| 138303 - | 2000 GB54              | 5 d'abril de 2000    | Socorro              | LINEAR        |
| 138304 - | 2000 GE55              | 5 d'abril de 2000    | Socorro              | LINEAR        |
| 138305 - | 2000 GV57              | 5 d'abril de 2000    | Socorro              | LINEAR        |
| 138306 - | 2000 GK59              | 5 d'abril de 2000    | Socorro              | LINEAR        |
| 138307 - | 2000 GT59              | 5 d'abril de 2000    | Socorro              | LINEAR        |
| 138308 - | 2000 GN60              | 5 d'abril de 2000    | Socorro              | LINEAR        |
| 138309 - | 2000 GY60              | 5 d'abril de 2000    | Socorro              | LINEAR        |
| 138310 - | 2000 GH61              | 5 d'abril de 2000    | Socorro              | LINEAR        |
| 138311 - | 2000 GG63              | 5 d'abril de 2000    | Socorro              | LINEAR        |
| 138312 - | 2000 GY63              | 5 d'abril de 2000    | Socorro              | LINEAR        |
| 138313 - | 2000 GH69              | 5 d'abril de 2000    | Socorro              | LINEAR        |
| 138314 - | 2000 GG70              | 5 d'abril de 2000    | Socorro              | LINEAR        |
| 138315 - | 2000 GQ71              | 5 d'abril de 2000    | Socorro              | LINEAR        |
| 138316 - | 2000 GG73              | 5 d'abril de 2000    | Socorro              | LINEAR        |
| 138317 - | 2000 GN74              | 5 d'abril de 2000    | Socorro              | LINEAR        |
| 138318 - | 2000 GZ74              | 5 d'abril de 2000    | Socorro              | LINEAR        |
| 138319 - | 2000 GL77              | 5 d'abril de 2000    | Socorro              | LINEAR        |
| 138320 - | 2000 GR79              | 5 d'abril de 2000    | Socorro              | LINEAR        |
| 138321 - | 2000 GJ80              | 6 d'abril de 2000    | Socorro              | LINEAR        |
| 138322 - | 2000 GP81              | 6 d'abril de 2000    | Socorro              | LINEAR        |
| 138323 - | 2000 GT81              | 6 d'abril de 2000    | Socorro              | LINEAR        |
| 138324 - | 2000 GC82              | 7 d'abril de 2000    | Socorro              | LINEAR        |
| 138325 - | 2000 GO82              | 3 d'abril de 2000    | Socorro              | LINEAR        |
| 138326 - | 2000 GX86              | 4 d'abril de 2000    | Socorro              | LINEAR        |
| 138327 - | 2000 GY89              | 4 d'abril de 2000    | Socorro              | LINEAR        |
| 138328 - | 2000 GC90              | 4 d'abril de 2000    | Socorro              | LINEAR        |
| 138329 - | 2000 GG90              | 4 d'abril de 2000    | Socorro              | LINEAR        |
| 138330 - | 2000 GE91              | 4 d'abril de 2000    | Socorro              | LINEAR        |
| 138331 - | 2000 GU93              | 5 d'abril de 2000    | Socorro              | LINEAR        |
| 138332 - | 2000 GJ94              | 5 d'abril de 2000    | Socorro              | LINEAR        |
| 138333 - | 2000 GK97              | 7 d'abril de 2000    | Socorro              | LINEAR        |
| 138334 - | 2000 GW98              | 7 d'abril de 2000    | Socorro              | LINEAR        |
| 138335 - | 2000 GW100             | 7 d'abril de 2000    | Socorro              | LINEAR        |
| 138336 - | 2000 GJ102             | 7 d'abril de 2000    | Socorro              | LINEAR        |
| 138337 - | 2000 GS104             | 7 d'abril de 2000    | Socorro              | LINEAR        |
| 138338 - | 2000 GC105             | 7 d'abril de 2000    | Socorro              | LINEAR        |
| 138339 - | 2000 GT105             | 7 d'abril de 2000    | Socorro              | LINEAR        |
| 138340 - | 2000 GB110             | 2 d'abril de 2000    | Anderson Mesa        | LONEOS        |
| 138341 - | 2000 GD110             | 2 d'abril de 2000    | Anderson Mesa        | LONEOS        |
| 138342 - | 2000 GF110             | 2 d'abril de 2000    | Anderson Mesa        | LONEOS        |
| 138343 - | 2000 GF112             | 3 d'abril de 2000    | Anderson Mesa        | LONEOS        |
| 138344 - | 2000 GN112             | 4 d'abril de 2000    | Socorro              | LINEAR        |
| 138345 - | 2000 GW112             | 5 d'abril de 2000    | Socorro              | LINEAR        |
| 138346 - | 2000 GL113             | 6 d'abril de 2000    | Socorro              | LINEAR        |
| 138347 - | 2000 GB114             | 7 d'abril de 2000    | Socorro              | LINEAR        |
| 138348 - | 2000 GN114             | 7 d'abril de 2000    | Socorro              | LINEAR        |
| 138349 - | 2000 GK115             | 8 d'abril de 2000    | Socorro              | LINEAR        |
| 138350 - | 2000 GT115             | 8 d'abril de 2000    | Socorro              | LINEAR        |
| 138351 - | 2000 GF116             | 8 d'abril de 2000    | Socorro              | LINEAR        |
| 138352 - | 2000 GS116             | 2 d'abril de 2000    | Kitt Peak            | Spacewatch    |
| 138353 - | 2000 GX117             | 2 d'abril de 2000    | Kitt Peak            | Spacewatch    |
| 138354 - | 2000 GF118             | 2 d'abril de 2000    | Kitt Peak            | Spacewatch    |
| 138355 - | 2000 GH118             | 2 d'abril de 2000    | Kitt Peak            | Spacewatch    |
| 138356 - | 2000 GW121             | 6 d'abril de 2000    | Kitt Peak            | Spacewatch    |
| 138357 - | 2000 GB123             | 8 d'abril de 2000    | Socorro              | LINEAR        |
| 138358 - | 2000 GL127             | 8 d'abril de 2000    | Socorro              | LINEAR        |
| 138359 - | 2000 GX127             | 10 d'abril de 2000   | Kitt Peak            | Spacewatch    |
| 138360 - | 2000 GA130             | 5 d'abril de 2000    | Kitt Peak            | Spacewatch    |
| 138361 - | 2000 GZ131             | 8 d'abril de 2000    | Kitt Peak            | Spacewatch    |
| 138362 - | 2000 GP132             | 12 d'abril de 2000   | Haleakala            | NEAT          |
| 138363 - | 2000 GO137             | 8 d'abril de 2000    | Socorro              | LINEAR        |
| 138364 - | 2000 GU138             | 4 d'abril de 2000    | Anderson Mesa        | LONEOS        |
| 138365 - | 2000 GG139             | 4 d'abril de 2000    | Anderson Mesa        | LONEOS        |
| 138366 - | 2000 GH139             | 4 d'abril de 2000    | Anderson Mesa        | LONEOS        |
| 138367 - | 2000 GJ139             | 4 d'abril de 2000    | Anderson Mesa        | LONEOS        |
| 138368 - | 2000 GE140             | 4 d'abril de 2000    | Anderson Mesa        | LONEOS        |
| 138369 - | 2000 GL140             | 4 d'abril de 2000    | Anderson Mesa        | LONEOS        |
| 138370 - | 2000 GS143             | 7 d'abril de 2000    | Anderson Mesa        | LONEOS        |
| 138371 - | 2000 GK144             | 7 d'abril de 2000    | Kitt Peak            | Spacewatch    |
| 138372 - | 2000 GN144             | 7 d'abril de 2000    | Kitt Peak            | Spacewatch    |
| 138373 - | 2000 GQ150             | 5 d'abril de 2000    | Socorro              | LINEAR        |
| 138374 - | 2000 GA151             | 5 d'abril de 2000    | Socorro              | LINEAR        |
| 138375 - | 2000 GS151             | 5 d'abril de 2000    | Kitt Peak            | Spacewatch    |
| 138376 - | 2000 GV152             | 6 d'abril de 2000    | Anderson Mesa        | LONEOS        |
| 138377 - | 2000 GX153             | 6 d'abril de 2000    | Anderson Mesa        | LONEOS        |
| 138378 - | 2000 GP154             | 6 d'abril de 2000    | Anderson Mesa        | LONEOS        |
| 138379 - | 2000 GD157             | 6 d'abril de 2000    | Socorro              | LINEAR        |
| 138380 - | 2000 GM157             | 7 d'abril de 2000    | Socorro              | LINEAR        |
| 138381 - | 2000 GL162             | 8 d'abril de 2000    | Socorro              | LINEAR        |
| 138382 - | 2000 GM162             | 8 d'abril de 2000    | Socorro              | LINEAR        |
| 138383 - | 2000 GA163             | 9 d'abril de 2000    | Anderson Mesa        | LONEOS        |
| 138384 - | 2000 GJ164             | 5 d'abril de 2000    | Socorro              | LINEAR        |
| 138385 - | 2000 GZ168             | 4 d'abril de 2000    | Socorro              | LINEAR        |
| 138386 - | 2000 GF169             | 4 d'abril de 2000    | Socorro              | LINEAR        |
| 138387 - | 2000 GY172             | 2 d'abril de 2000    | Anderson Mesa        | LONEOS        |
| 138388 - | 2000 GX173             | 5 d'abril de 2000    | Anderson Mesa        | LONEOS        |
| 138389 - | 2000 GS174             | 2 d'abril de 2000    | Kitt Peak            | Spacewatch    |
| 138390 - | 2000 GB175             | 3 d'abril de 2000    | Kitt Peak            | Spacewatch    |
| 138391 - | 2000 GK177             | 3 d'abril de 2000    | Kitt Peak            | Spacewatch    |
| 138392 - | 2000 HY                | 24 d'abril de 2000   | Kitt Peak            | Spacewatch    |
| 138393 - | 2000 HF3               | 26 d'abril de 2000   | Kitt Peak            | Spacewatch    |
| 138394 - | 2000 HA4               | 26 d'abril de 2000   | Kitt Peak            | Spacewatch    |
| 138395 - | 2000 HD5               | 27 d'abril de 2000   | Socorro              | LINEAR        |
| 138396 - | 2000 HV7               | 27 d'abril de 2000   | Socorro              | LINEAR        |
| 138397 - | 2000 HB11              | 27 d'abril de 2000   | Socorro              | LINEAR        |
| 138398 - | 2000 HG11              | 27 d'abril de 2000   | Socorro              | LINEAR        |
| 138399 - | 2000 HK11              | 28 d'abril de 2000   | Socorro              | LINEAR        |
| 138400 - | 2000 HL12              | 28 d'abril de 2000   | Socorro              | LINEAR        |